# Quartier Didon
Le quartier Didon est l'un des éléments du site archéologique de Carthage en Tunisie. Fouillé depuis les années 1980, le site fait l'objet de fouilles complémentaires dans les années 2000.
Le site archéologique consiste en un espace de la cité punique, dont les archéologues ont pu déterminer l'histoire de l'aménagement. L'importance des découvertes a décidé les autorités tunisiennes à aménager et ouvrir aux visiteurs le site qui accueille, outre les vestiges, un petit antiquarium.